# Erkki Kivalo
Erkki Kivalo, till 1935 Mittler, född 4 augusti 1920 i Nådendal, död 6 juni 2009 i Helsingfors, var en finländsk läkare och ämbetsman.  Han var bror till Pekka Kivalo.
Kivalo blev medicine och kirurgie doktor 1954. Han var 1963–1977 landets förste professor i neurologi vid Helsingfors universitet och överläkare vid neurologiska kliniken vid Helsingfors universitetscentralsjukhus, vars chefsöverläkare han var 1975–1977; generaldirektör för Medicinalstyrelsen 1978–1983. Från 1976 till 1986 tjänstgjorde han som livläkare till Finlands president Urho Kekkonen.
Han publicerade arbeten inom neurologi, neuroendokrinologi, neuropsykiatri, hälsovård och medicinsk historia. Vidare skrev han populärt hållna konstnärsporträtt av Vincent van Gogh, Edith Södergran och August Strindberg samt en bok om Eyolf Mattsson, ålänningen som blev general i Röda armén (finsk utgåva 2000, svensk översättning 2001).